# Валермоза
Валермоза (итал. Vallermosa) је насеље у Италији у округу Каљари, региону Сардинија.
Према процени из 2011. у насељу је живело 1593 становника. Насеље се налази на надморској висини од 74 м.

## Становништво
| 1931. | 1936. | 1951. | 1961. | 1971. | 1981. | 1991. | 2001. | 2011. |
| ----- | ----- | ----- | ----- | ----- | ----- | ----- | ----- | ----- |
| 1.512 | 1.556 | 2.032 | 2.025 | 1.909 | 1.912 | 2.092 | 2.010 | 1.944 |